# 김양우
김양우(1969년 7월 31일 ~ )는 대한민국의 배우이다.

## 학력
- 서울예술대학 연극과

## 출연작

### 영화
- 《위험한 상견례 2》 (2015년) - 마약남 1 역
- 《회초리》 (2011년) - 억만 역
- 《위험한 상견례》 (2011년) - 게이애인 역
- 《마마 앤드 파파》 (2010년) - 운전수 역
- 《청담보살》 (2009년) - 손 사장 역
- 《아기와 나》 (2008년) - 미친개 역
- 《마파도 2》 (2007년) - 비서실장 역
- 《조폭 마누라 3》 (2006년) - 아구찜 역
- 《돈 텔 파파》 (2004년) - 절구 역
- 《대한민국 헌법 제1조》 (2003년) - 오대두 역
- 《가문의 영광》 (2002년) - 장회장 조직 2 역
- 《천사몽》 (2001년) - 팍스투 마카 역
- 《씨어터》 (2000년) - 의혹남 역
- 《반칙왕》 (2000년) - 태종대 부산선수 역
- 《텔 미 썸딩》 (1999년) - 장물아비 역
- 《비트》 (1997년) - 우진패 역
- 《3인조》 (1997년) - 방파제 조폭 역

### 드라마
- 《시간이 멈추는 그때》 (KBS W, 2018년) - 박수광 역
- 《엽기적인 그녀》 (SBS, 2017년) - 도치 역
- 《수상한 애견카페》 (TV조선, 2015년) - 봉팔 역
- 《드라마 페스티벌 - 원녀일기》 (MBC, 2014년)
- 《무정도시》 (JTBC, 2013년) - 넙치 역
- 《아테나: 전쟁의 여신》 (SBS, 2010년)
- 《자이언트》 (SBS, 2010년) - 왕고 역
- 《타짜》 (SBS, 2008년) - 사기꾼 역
- 《로비스트》 (SBS, 2007년) - 불곰 역
- 《정조암살미스터리: 8일》 (채널CGV, 2007년) - 구선복 역
- 《드라마시티 - 시집가기 전날 밤》 (KBS2, 2003년) - 형님 역
- 《맹가네 전성시대》 (MBC, 2002년)
- 《여인천하》 (SBS, 2001년~2002년) - 연산군 역

### 연극
- 《판타스틱스》 (2004년)
- 《철안붓다》 (1999년)
- 《내마》 (1998년)
- 《굿모닝솔로몬》 (1997년)
- 《뜨거운 바다》 (1992년)
- 《아가씨와 건달들》 (1989년)